# 莉莎·迪·阿馬托
莉莎·迪·阿馬托（英語：Lisa D'Amato，1981年10月22日—），美國模特兒，為《全美超級模特兒新秀大賽》第十七季冠軍。她來自加州洛杉矶。

## 全美超級模特兒新秀大賽
2005年，莉莎參與全美超級模特兒新秀大賽第五季，但只排第六名。2011年，莉莎參與全美超級模特兒新秀大賽第十七季，還成為冠軍。